# Distretto di Brahmanbaria
Il distretto di Brahmanbaria è un distretto del Bangladesh situato nella divisione di Chittagong. Si estende su una superficie di 1.927,11 km² e conta una popolazione di 2.840.498 abitanti (dato censimento 2011).

## Suddivisioni
Il distretto si suddivide nei seguenti sottodistretti (upazila):
- Brahmanbaria Sadar
- Ashuganj
- Nasirnagar
- Nabinagar
- Sarail
- Kasba
- Akhaura
- Bancharampur
- Bijoynagar